# Santa Rosa (Curaçao)
Santa Rosa, Sta. Rosa – miejscowość (plaats) oraz osada (buurt) w dystrykcie Bandariba, w kraju autonomicznym Curaçao, należącym do Holandii, w Ameryce Południowej. 20 października 2023 r. liczyła 6992 mieszkańców.

## Osady
Dziesięć osad (wijk) należy do miejscowości:
| Lp. | Nazwa                     | Powierzchnia km² | Liczba mieszkańców |
| --- | ------------------------- | ---------------- | ------------------ |
| 1.  | Amsterdam bij Santa Rosa  | 1,99             | 383                |
| 2.  | Barica                    | 0,31             | 599                |
| 3.  | Costa Firma               | 0,07             | 148                |
| 4.  | Nabij Santa Rosa          | 0,25             | 371                |
| 5.  | Noord Santa Rosa          | 0,41             | 355                |
| 6.  | Rust en Vrede bij Tucacas | 0,07             | 152                |
| 7.  | Santa Rosa                | 0,73             | 1933               |
| 8.  | Tucacas                   | 0,10             | 87                 |
| 9.  | Zapateer Zuid             | 0,18             | 487                |
| 10. | Zuid Abrahamsz            | 0,14             | 152                |